# Földes László (politikus)
Földes László, született Fischer László (Kiskunhalas, 1914. július 27. – Budapest, 2000. május 20.) magyar író, politikus, országgyűlési képviselő, Földes László (Hobo) zenész, illetve Földes György politikus, a Politikatörténeti Intézet főigazgatójának édesapja. Szuhai István álnéven vadászíró.

## Élete
1914-ben született Kiskunhalason, sokgyermekes zsidó családban. Apja Fischer Ernő volt, aki férfiszabómesterként dolgozott; nem sokkal László születése után hívták be katonának az első világháborúba az orosz frontra, ahol hamar elesett. Édesanyja, Weisz Katalin özvegyi jogon egy ideig folytatta férje iparát, majd ruhakereskedést nyitott.
A gimnázium harmadik osztályáig jutott, mielőtt beállt volna asztalossegédnek. 1935-ben belépett a faipari munkásokat tömörítő szakszervezetbe, illetve a Magyarországi Szociáldemokrata Pártba. Ezzel párhuzamban a kommunistákkal is kereste a kapcsolatot; az illegálisan működő Kommunisták Magyarországi Pártjának 1937 körül lett tagja.
Mivel illegális (kommunista) propagandatevékenységet folytatott, 1942-ben letartóztatták és hat hónapra ítélték, majd 1944 novemberében újfent elfogták és elítélték. Mivel ekkor már a politikai foglyokat németországi koncentrációs táborokba deportálták, őt is feltették egy ilyen vonatra, erről azonban többedmagával még Magyarországon megszökött. Újpestre ment, ahol fegyveres partizáncsoportot szervezett munkásokból, katonaszökevényekből és egyéb elemekből, melynek ő lett a parancsnoka. Aktívan vették ki részüket az ellenállásból, egyebek mellett ők akadályozták meg az Újpest egyik szimbólumának számító újpesti víztorony felrobbantását is, amikor az előváros közműveit a németek és a nyilasok tönkretették a közeledő szovjetek akadályozására.
1945-ben titkár lett az MKP újpesti pártbizottságában, 1946-tól pedig osztályvezető a budapesti pártbizottságnál. Tagja lett a Magyar Kommunista Pártnak, amelynek színeiben elindult az 1945-ös választásokon is, de nem jutott mandátumhoz. Az 1947-es választásokon pótképviselő lett; behívására 1948. június 15-én került sor. Döbrentei Károlyné (Újpest akkori polgármestere) megüresedett mandátumát foglalhatta el, aki összeférhetetlenség okán lemondani kényszerült róla (polgármesteri tisztségét tartotta meg).

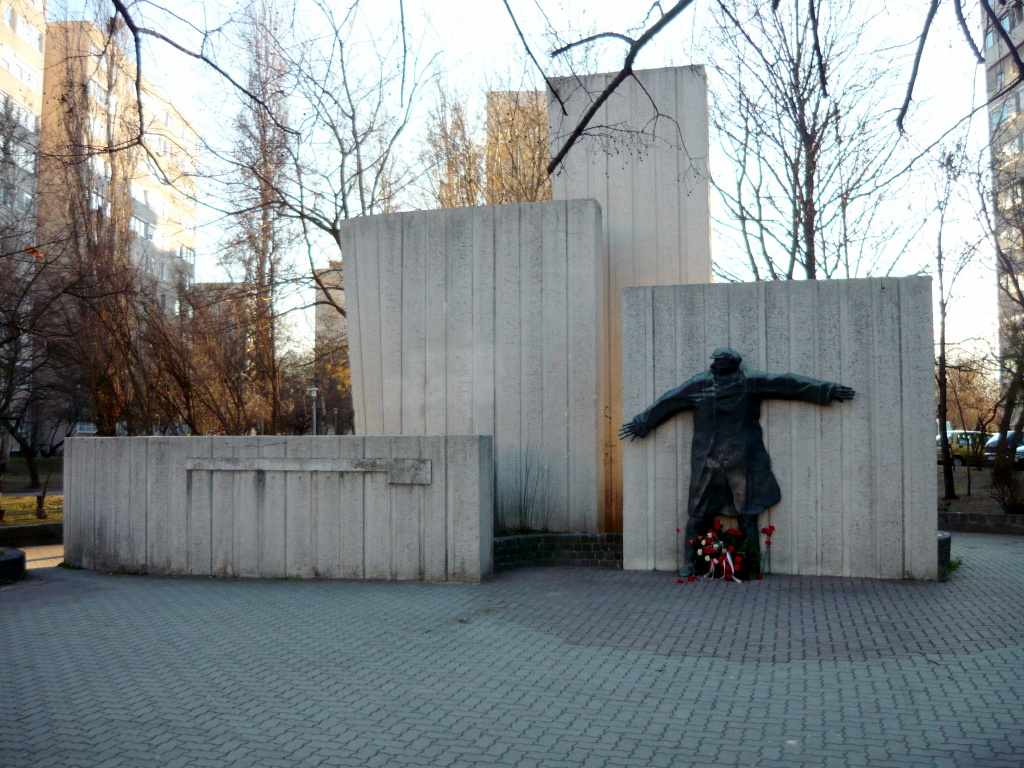
Földes és társai újpesti partizántevékenységének emléket állító, 1971-ben emelt emlékmű Újpesten, az Árpád út mentén, nem messze az általuk megmentett Újpesti víztoronytól

1949-ben ő ismertette az Országgyűlésben a de facto a többpártrendszer felszámolását jelentő kormányjavaslatot, miszerint minden párt egyetlen listán, a Magyar Nemzeti Függetlenségi Front (Népfront) listáján induljon. Az 1949-es választásokon már erről a listáról jutott mandátumhoz. 1949 és 1951 között az MDP Központi Vezetősége káderosztályának vezetőhelyettesi tisztjét látta el. Ezután Sztálinvárosban volt nagyüzemi párttitkár 1955-ig, utána külkereskedelmi miniszterhelyettesi kinevezést kapott. 1955-ben párttitkára lett a Csepel Vas- és Fémműveknek, 1956-tól pedig külkereskedelmi miniszterhelyettesként tevékenykedett. 1956. július 21. és október 28. között póttag volt az MDP KV-ban.

### Szerepe az1956-os forradalomalatt
Földes 1956-ban a pártvezetés „keményvonalas sztálinista” részéhez tartozott. 1956. október 23-áról 24-ére virradó éjjel a szintén keményvonalas Kovács István és Apró Antal mellett irányítója az MDP KV Katonai Bizottsága megalakításának, aminek célja a tüntetések és a felkelés fegyveres erővel való letörése volt. E Katonai Bizottság küldte ki a karhatalmi egységeket az Országház és a kormányzati negyed megvédésére a tetőkre, amelyek október 25-én a Parlament előtti több száz halálos áldozattal járó sortüzekben – a szovjet fegyveresek mellett – szerepet játszottak. Október 26–27-én látva, hogy a politikai vezetés Nagy Imrével az élen az országos felkeléssel és a fegyveres felkelőkkel való megegyezésre hajlik, a Földesék vezette Katonai Bizottság újabb akciókat kezdeményeztek: a szovjet fegyveres erőkkel egyeztetve tüzérségi és légi támadást szerveztek a legerősebb ellenállási gócot jelentő Corvin köz ellen, majd október 27–28-án Nagy Imre félreállításának és katonai diktatúra bevezetésének tervén dolgoztak. Nagy Imre és reformista köre végül a sorsdöntő 27-ről 28-ára virradó éjszakai pártvezetői vitán – az akkor szintén tárgyaláspárti Mikoján és Szuszlov támogatását bírva – fordulatot értek el velük szemben, Földest és Kovács Istvánt kiszavazták a Katonai Bizottságból. Többen – így Kovács is – a megbukott Gerő, Hegedűs, Piros társaságában Moszkvába menekültek.
Földes a szovjet invázió és az általuk kinevezett, Kádár vezette bábkormány megérkezése után visszatért a hatalomba. Novemberben csatlakozott a Kádárék által szervezett MSZMP-hez, melynek szervezőbizottságában munkálkodott 1956 novemberétől 1957 februárjáig.

### A forradalom leverése után – Kádár-korszak
1957. február 12-től december 3-ig vezette az MSZMP KB káderosztályát. Szintén 1956 novemberében lett tagja az MSZMP Ideiglenes Központi Bizottságának, majd annak véglegesítése után is maradt Központi Bizottsági tag megszakítás nélkül, egészen 1970-ig.
1958-tól belügyminiszter-helyettes. 1964 januárjától 1972 áprilisáig az Erdészeti Főigazgatóságot vezette. 1967-ig maradt országgyűlési képviselő. 1967-től 1972-ig mezőgazdasági és élelmezésügyi miniszterhelyettes volt, majd a Hungexpo vezérigazgatójává nevezték ki. Innen is vonult nyugdíjba 1980. december 31-én.
Még az 1940-es években kötött házasságot Málhai Rebekával; kapcsolatukból három fiúgyermek született: László (1945), aki „Hobo” néven vált ismertté és könnyűzenei karriert futott be, József (1948) aki kereskedő lett és György (1952), aki 1994–1998 között az MSZP elnökségi tagja, 1998–2000 között pedig az országos választmány tagja volt, jelenleg pedig Politikatörténeti Intézet főigazgatója.
Földes politikai pályafutása mellett Szuhai István írói álnéven publikált is. Visszaemlékezéseit a Kossuth Kiadó adta ki 1984-ben A második vonalban címmel.

### Kutatható iratanyaga
Miniszterhelyettesi működési időszakából 5,76 iratfolyóméternyi (48 doboznyi), maradandó értékűnek minősített iratanyaga került az Országos Levéltár, mai nevén Magyar Nemzeti Levéltár Országos Levéltára őrizetébe, ahol az a XIX-K-9-aj törzsszámon kutatható.

## Művei
- A kádermunka néhány problémájáról. Földes László, Bárd András beszédeiből; MDP Központi Vezetősége, Bp., 1949
- A pártszervezetek munkája, a kommunisták példamutatása a Sztálin Vasmű és Sztálinváros építésében; Szikra, Bp., 1953 (Pártépítés kiskönyvtára)
- Kereskedelmi szervezés és tervezés. 3-4. fej. A Belkereskedelmi Minisztérium tanulóiskolái 2. oszt. számára; Közgazdasági és Jogi, Bp., 1957
- Kereskedelmi szervezés és tervezés. A Belkereskedelmi Minisztérium tanulóiskolái számára. 3. oszt.; Közgazdasági és Jogi, Bp., 1957
- Szuhai István: Piga, piga! Vadászkalandok három világrészen; Magvető, Bp., 1967
- Szuhai István: Szimba, a király; Magvető, Bp., 1971
- Vadászati Világkiállítás. 1971. augusztus 27.–szeptember 30. Emlékalbum; főszerk. Földes László; Corvina, Bp., 1972
- Vadászati Világkiállítás. Budapest, 1971. augusztus 27.–szeptember 30. Összefoglaló jelentés; főszerk. Földes László; Mezőgazdasági és Élelmezésügyi Minisztérium Kiállítási Iroda, Bp., 1972
- A második vonalban; Kossuth, Bp., 1984
- Lövés a hegyekben. Vadászok, vadorzók; Népszava, Bp., 1985
- Vadászkalandok vad tájakon (vál. a szerző Szuhai István néven publikált Piga, piga és Szimba, a király c. műveiből); Népszava, Bp., 1987

## Elismerése
- Kossuth-érdemrend (1949)